# 斯特凡·恩德利歇

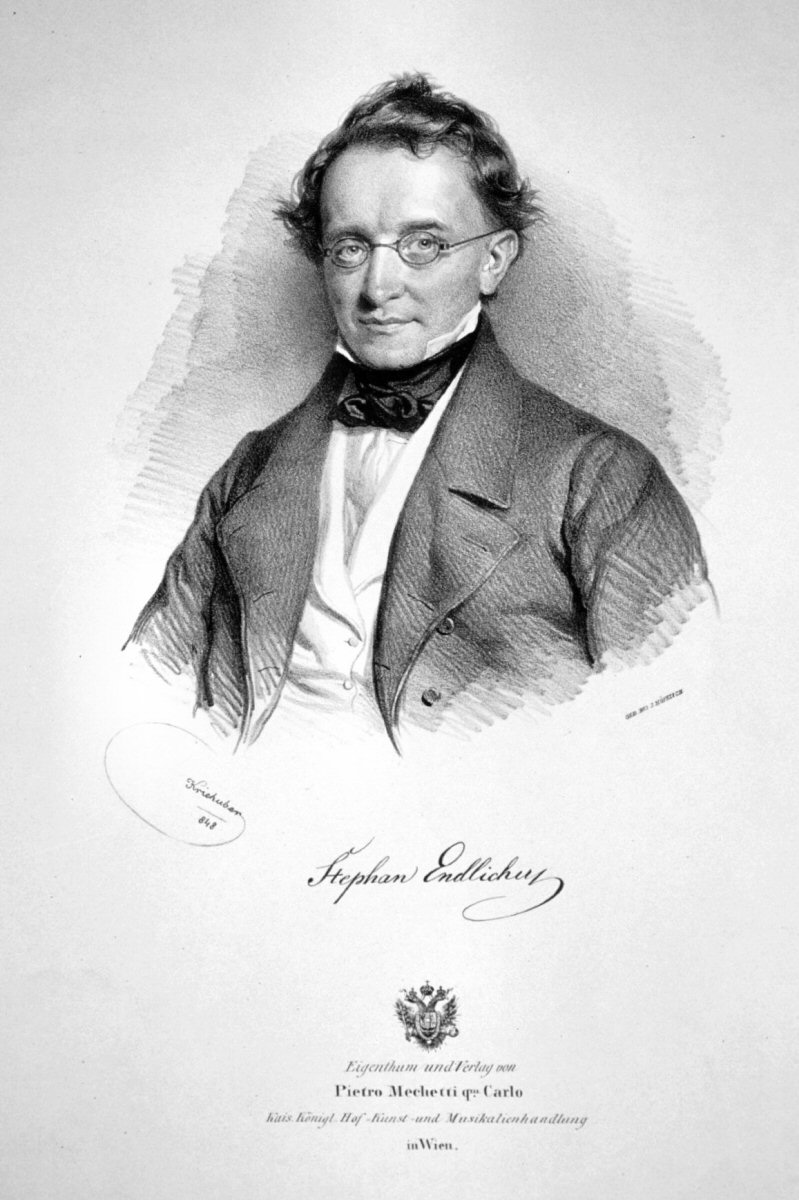
史蒂芬·安德里歇

斯特凡·恩德利歇（全名斯特凡·拉迪斯劳斯·恩德利歇 德語：）（1804年6月24日—1849年3月28日），奥地利植物学家、古钱币研究专家和汉学家。他是维也纳植物园的园长。

## 生平
他出生于布拉迪斯拉发，早期是学习神学的，毕业后被任命到奥地利国家图书馆，研究古代的手稿。这时他开始学习东方语言和自然历史，尤其是植物学，他写过关于汉语语法的文章。
1840年，他被聘任为教授并担任维也纳大学植物园的园长，并出版了根据自然系统描述植物作品，并且包括图片，他主持组建了皇家科学院，但却没有被选为院长，所以愤而辞职。
1842年，他当选为美国哲学学会会员。
由于他是一位著名的自由派，在1848年革命时被要求作为中间调停人，但过段时间后被迫离开维也纳，他成为法兰克福国民议会和克罗梅日什议会的议员。
他在1835年曾经创建了《维也纳自然博物馆年鉴》杂志，帮助卡尔·冯·马齐乌斯一起编写《巴西植物》，并出版了关于澳大利亚植物的作品。
他曾经描述过许多植物新属，最著名的要数红杉属，此外如樟科的恩德樟属（Endlicheria）也是根据他命名的。